# Hrîhoriv, Monastîrîska
Hrîhoriv (în ucraineană Григорів) este o comună în raionul Monastîrîska, regiunea Ternopil, Ucraina, formată numai din satul de reședință.

## Demografie
Componența lingvistică a comunei Hrîhoriv
     Ucraineană (99,85%)
     Alte limbi (0,15%)
Conform recensământului din 2001, majoritatea populației comunei Hrîhoriv era vorbitoare de ucraineană (99,85%), existând în minoritate și vorbitori de alte limbi.